# Тимохино (муниципальный округ Егорьевск)
Тимохино — деревня в муниципальном округе Егорьевск Московской области России.

## География
Деревня Тимохино расположена в восточной части муниципального округа Егорьевск, примерно в 16 километрах к юго-востоку от города Егорьевск. В 1 километре к востоку от деревни находится исток реки Белавинки. Высота над уровнем моря 145 метров.

## История
На момент отмены крепостного права деревня принадлежала помещикам Матвеевым, Римско-Корсакову и Тулубьевой. После 1861 года деревня вошла в состав Двоенской волости Егорьевского уезда. Приход находился в селе Воронцово.
В 1926 году деревня входила в Двоенский сельсовет Двоенской волости Егорьевского уезда. В 1926—1939 годах — центр Тимохинского сельсовета.
До 1994 года Тимохино входило в состав Полбинского сельсовета Егорьевского района, в 1994—2004 годы — Полбинского сельского округа, а в 2004—2006 годы — Подрядниковского сельского округа.
Входит в состав сельского поселения Юрцовское.

## Демография
В 1885 году в деревне проживало 862 человека, в 1905 году — 994 человека (497 мужчин, 497 женщин), в 1926 году — 656 человек (279 мужчин, 377 женщин). По переписи 2002 года — 42 человека (16 мужчин, 26 женщин).
| 1859 | 1868 | 1885 | 1905 | 1926 | 2002 | 2006 |
| ---- | ---- | ---- | ---- | ---- | ---- | ---- |
| 716  | ↘681 | ↗862 | ↗994 | ↘656 | ↘42  | ↘41  |
| 2010 |      |      |      |      |      |      |
| ↗45  |      |      |      |      |      |      |